# United States Golf Association
Die United States Golf Association (USGA) wurde am 22. Dezember 1894 gegründet und ist seitdem die regelnde Organisation des Golfsports in den Ländern USA und Mexiko.
Die USGA arbeitet, zusammen mit dem The Royal and Ancient Golf Club of St Andrews, permanent an den Golfregeln, veranstaltet 13 nationale Turniere jährlich, kontrolliert Golfplätze und unterstützt Initiativen und Programme rund um Golf in den USA.